# Fırat Aydınus

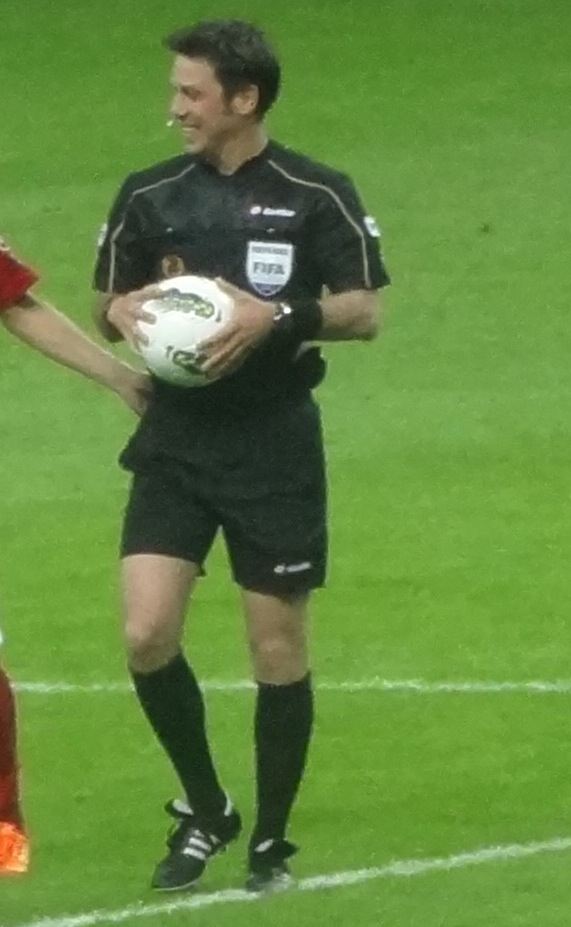
Fırat Aydınus

Fırat Aydınus (Istanboel, 25 oktober 1973) is een Turks voetbalscheidsrechter. Hij startte zijn scheidsrechtersloopbaan in 1996. In januari 2012 werd hij toegevoegd aan de Elite Development categorie van de UEFA. Hij fluit zowel WK-kwalificatiewedstrijden als in de Champions League, waar hij sinds september 2012 actief is.

## Trivia
- Aydınus is opgeleid als geoloog.

## Interlands
| Datum             | Wedstrijd                 | Uitslag | Competitie        | Kreeg geel | Kreeg voor de tweede keer geel en dus rood | Weggestuurd |
| ----------------- | ------------------------- | ------- | ----------------- | ---------- | ------------------------------------------ | ----------- |
| 5 juni 2010       | Slowakije – Costa Rica    | 3 – 0   | Vriendschappelijk | 1          | 0                                          | 0           |
| 4 juni 2011       | IJsland – Denemarken      | 0 – 2   | EK-kwalificatie   | 2          | 0                                          | 0           |
| 29 februari 2012  | Italië – Verenigde Staten | 0 – 1   | Vriendschappelijk | 2          | 0                                          | 0           |
| 11 september 2012 | Noorwegen – Slovenië      | 2 – 1   | WK-kwalificatie   | 5          | 0                                          | 0           |
| 26 maart 2013     | Denemarken – Bulgarije    | 1 – 1   | WK-kwalificatie   | 3          | 0                                          | 0           |
| 6 september 2013  | Georgië – Frankrijk       | 0 – 0   | WK-kwalificatie   | 2          | 0                                          | 0           |
| 11 oktober 2013   | Servië – Japan            | 2 – 0   | Vriendschappelijk | 0          | 0                                          | 0           |
| 15 november 2013  | Albanië – Wit-Rusland     | 0 – 0   | Vriendschappelijk | 0          | 0                                          | 0           |
| 19 november 2013  | België – Japan            | 2 – 3   | Vriendschappelijk | 1          | 0                                          | 0           |